# Zychy
Zychy – wieś w Polsce położona w województwie świętokrzyskim, w powiecie koneckim, w gminie Radoszyce.
W latach 1975–1998 miejscowość administracyjnie należała do województwa kieleckiego.
Przez miejscowość przepływa niewielka rzeka Plebanka dopływ Czarnej.
Wierni Kościoła rzymskokatolickiego należą do parafii Świętych Apostołów Piotra i Pawła w Radoszycach.

## Epizod z Hubalem
W październiku 1939 r. do wsi przybywa oddział mjra Henryka Dobrzańskiego-Hubala. Hubal zostaje przyjęty przez gajowego Jana Barana, reszta oddziału zostaje zakwaterowana we wsi. W najbliższych dniach Zychy stają się ośrodkiem organizacji oddziału. Dołącza 5 nowych członków, m.in. Marianna Cel ps. "Tereska". Wobec koncentracji Niemców w okolicy, 30 października Oddział opuszcza wieś. Gajowy Jan Baran i kilku innych mieszkańców zostaje aresztowanych.

## Ludzie związani z Zychami
Tadeusz Kowalski (1939-2011) - rzeźbiarz i poeta